# سیارک ۹۷۰۲
سیارک ۹۷۰۲ (به انگلیسی: 9702 Tomvandijk، نامگذاری:2108T-2) نه هزار و هفتصد و دومین سیارک کشف شده‌است که در ۲۹ سپتامبر ۱۹۷۳ کشف شد.
قدر مطلق سیارک برابر ۱۵٫۰۰ است.